# Фулга (Бузеу)
Фулга (рум. Fulga) — село у повіті Бузеу в Румунії. Входить до складу комуни Чернетешть.
Село розташоване на відстані 112 км на північний схід від Бухареста, 20 км на північ від Бузеу, 99 км на захід від Галаца, 97 км на схід від Брашова.

## Населення
За даними перепису населення 2002 року у селі проживали 458 осіб, усі — румуни. Усі жителі села рідною мовою назвали румунську.